# Lina Morgenstern
Lina Morgenstern (ur. 25 listopada 1830 we Wrocławiu, zm. 16 grudnia 1909 w Berlinie) – niemiecka polityk, pisarka, działaczka pacyfistyczna.

## Życiorys
Urodziła się w rodzinie żydowskiej, aktywnej społecznie. W 1854 poślubiła Theodora Morgensterna, z którym przeniosła się do Berlina. Miała piątkę dzieci: trzy córki (Clarę, Olgę i Martę) i dwóch synów (Michaela i Alfreda).
Działalność rozpoczęła już w młodości od pisania artykułów na temat edukacji i opieki nad dziećmi. W 1848 założyła Pfennigvereins zur Unterstützung armer Schulkinder (stowarzyszenie wspierające uczniów z ubogich rodzin). W 1859 wraz z Adolfem Lette stworzyła stowarzyszenie Berliner Frauen-Verein zur Beförderung der Fröbel’schen Kindergärten (starało się ono o założenie przedszkoli w Berlinie jako formę edukacji dzieci zaproponowaną przez Friedricha Fröbela). W latach 1862–1866 była przewodniczącą tego stowarzyszenia; w tym czasie w Berlinie założono osiem przedszkoli oraz centrum doszkalania nauczycieli przedszkolnych.
Podczas wojny prusko-austriackiej w 1866 założyła pierwszą w Berlinie Volksküche („publiczna kuchnia”, która oferowała bardzo tanie posiłki dla biednych). W 1868 z jej inicjatywy powstała szkoła żeńska – Akademie zur Fortbildung junger Damen.
Lina Morgenstern w 1874 zaczęła wydawać czasopismo dla kobiet Deutsche Hausfrauenzeitschrift, które było wydawane przez 30 lat. Jej publikacje przeważnie dotyczyły pozycji niemieckich kobiet oraz edukacji dzieci.
W 1882 wspólnie z Gertrude Guillaume-Schack powołała do życia schronisko dla dziewcząt przybywających do Berlina w celu podjęcia pracy w charakterze służącej. Schronisko znajdujące się na stacji kolejowej Börse oferowało młodym kobietom bezpieczne miejsce pierwszego zakwaterowania.
W 1896 była organizatorką Internationaler Kongress für Frauenwerke und Frauenbestrebungen w Berlinie a w 1897 podjęła ścisłą współpracę z Deutsche Friedensgesellschaft (Niemieckie Stowarzyszenie Pokojowe).

## Publikacje
- Das Bienenkätchen (Wrocław, 1859)

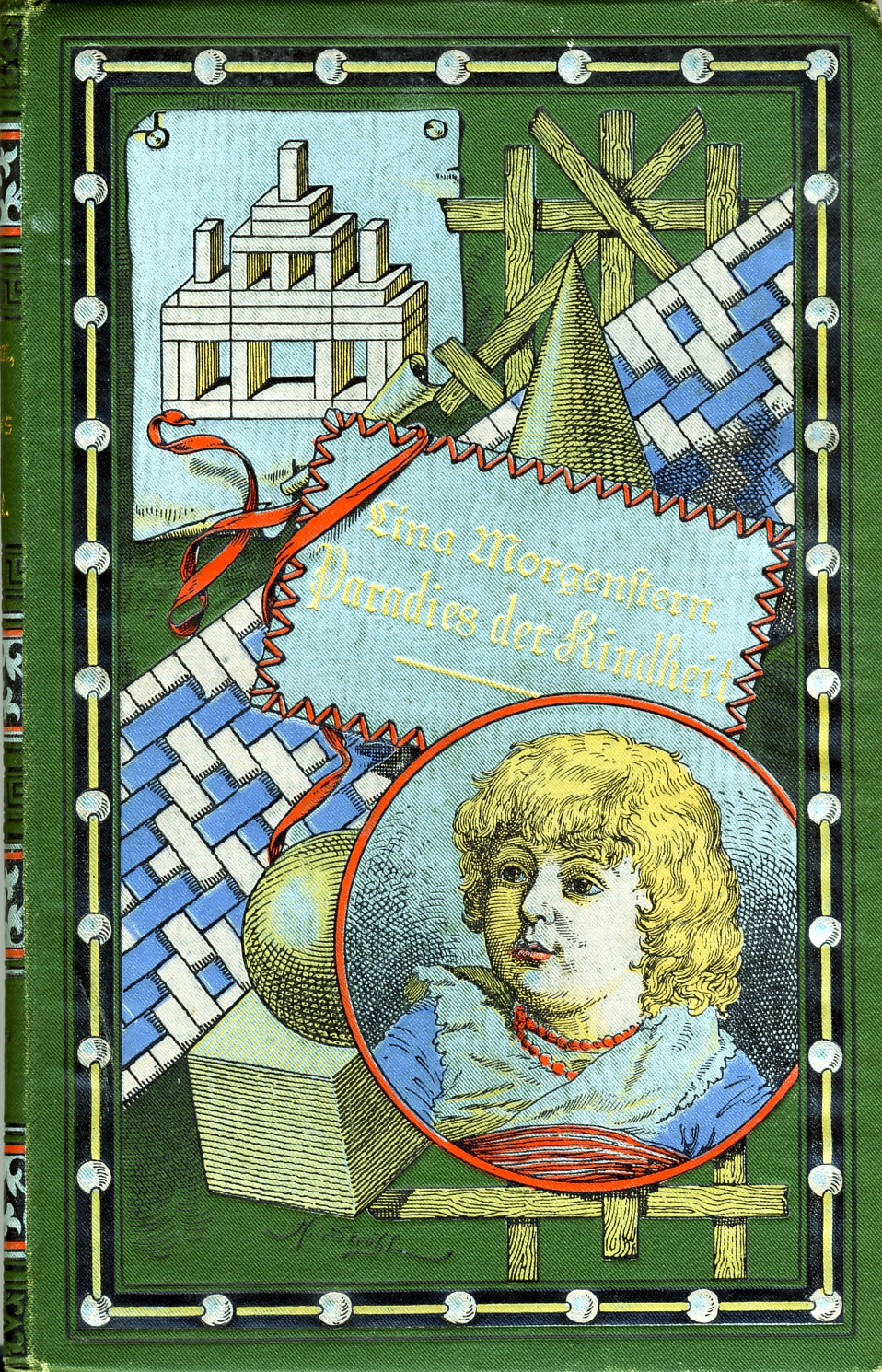
Paradies der Kindheit

- Das Paradies der Kindheit durch Spiel, Gesang und Beschäftigung (Lipsk, 1861)
- Der Kindergarten und die Schule und in welcher Weise ist die organische Verbindung zwischen beiden herzustellen? (Lipsk, 1874)
- Ernährungslehre (1880)
- Die Frauen des 19. Jahrhunderts (1888–91)
- Der häusliche Beruf (1890)
- Frauenarbeit in Deutschland. Rozdział 1: Geschichte der deutschen Frauenbewegung und Statistik der Frauenarbeit auf allen ihr zugänglichen Gebieten; Rozdział 2: Adreßbuch und Statistik der Frauenvereine in Deutschland. Verlag der „Dt. Hausfrauen-Zeitung”. (Berlin, 1893)
- Illustriertes Universal-Kochbuch für Gesunde und Kranke (Berlin, 1905)